# Zaire
Zaire (franska: Zaïre, [za'i:r]) var mellan 1971 och 1997 namnet på nuvarande Kongo-Kinshasa.

## Historia

### Republiken Kongo
År 1960 avvecklade Belgien sin kolonialadministration och Republiken Kongo bildades (namnet var samma som grannlandets, varför de båda länderna ofta kallades Kongo-Brazzaville respektive Kongo-Léopoldville efter sina huvudstäder). Den 1 augusti 1964 ändrades namnet till Demokratiska republiken Kongo. Den nya statens första regim blev kortlivad, 1965 tog Joseph-Désiré Mobutu makten genom en militärkupp.

### Mobutu tar makten
Mobutu inledde en afrikaniseringsprocess för att klippa banden med kolonialmakten. Han bytte sitt namn till ett mer afrikanskt Mobutu Sese Seko och ändrade landets namn från Demokratiska republiken Kongo till Zaire, efter ett portugisiskderiverat namn på Kongofloden.
Allt som påminde om kolonialismen byttes ut, till exempel namnen på landets städer: Léopoldville byttes mot Kinshasa, Stanleyville blev Kisangani, Elisabethville blev Lubumbashi, Jadotville ändrades till Likasi och Albertville döptes om till Kalemie. Sjöarna Albertsjön och Edwardsjön, på gränsen emellan Uganda och Zaire, bytte namn till Mobutusjön och Idi Amin-sjön.

### Konfiskeringar och ekonomisk kollaps
Den zairiska nationalismen var ekonomiskt inriktad. Den hade syftet att ta kontrollen över ekonomin från de utländska intressena. Redan 1967 uppkom en konflikt med Belgien om kontrollen över Kongos viktigaste industriföretag, gruvbolaget Union Minière du Haut-Katanga (UMHK), som bröt koppar och kobolt. Kompromissen som betydde bildandet av det statliga gruvbolaget Générale des Carrières et des Mines (Gécamines) var lönsam för UMHK och kostsam för Zaire.
En kampanj i början av 1970-talet syftade till att all egendom skulle tillhöra zairiska medborgare. 1973 konfiskerade staten 2 000 företag ägda av utlänningar, dock undantogs amerikanskägda företag. Företagen överlämnades till zairier, mestadels från den politiska eliten och Mobutu själv var den främste förmånstagaren. Inom några månader stod det klart att konfiskationen givit upphov till en ekonomisk katastrof i Zaire, men Mobutu fortsatte att "radikalisera revolutionen" genom att ge sig på industrin, som huvudsakligen kontrollerades av belgiska intressen.
I takt med den stagnerande zairiska ekonomin insåg Mobutu omfattningen av dess konsekvenser. 1975 införde han en politik som gick ut på att ett stort antal företag återlämnades till sina ursprungliga ägare. Samtidigt hade världsmarknadspriset på koppar sjunkit och oljepriset stigit i höjden. Zaires utlandsskuld ökade mycket snabbt, pengar slösades också bort på prestigeprojekt som Ingadammen och en hel del försvann till presidentens och elitens utländska bankkonton. 1976 tvingades Mobutu ta hjälp av Internationella valutafonden och följa dess ekonomiska politik.
Över huvud taget var Zaire en plats med stor lyxkonsumtion.[källa behövs] Då infrastrukturen hela tiden försämrades så köpte de bemedlade jeepar,[källa behövs] ett lokalt mobiltelefonnät sattes upp på 1980-talet i huvudstaden Kinshasa  så att man kunde göra affärer även när den fasta telefonin inte fungerade[källa behövs] och en sorts Al-Barakat-bankverksamhet sattes igång av libaneser.

### Mobutu går i landsflykt
Zaire förblev en enpartistat under hela 1980-talet men Mobutus regim försvagades i takt med kalla krigets avvecklande i början på 1990-talet. Det utlovades en övergång till flerpartisystem med fria val, som dock aldrig blev av. 1994 spred sig oroligheterna från Rwanda över i Zaire. Tutsimilis förenade sig med oppositionella grupper som ledda av Laurent-Désiré Kabila drev Mobutu i landsflykt 1997 i första Kongokriget. Därefter ändrades landets namn åter till Demokratiska republiken Kongo, i dagligt tal ofta Kongo-Kinshasa.